# Discographie de Beck
La discographie de Beck, un musicien, auteur-compositeur-interprète, producteur et multi-instrumentaliste américain, consiste en 13 albums studio, une compilation, un album de remixes, trois EPs et 45 singles. Grâce à des collages pop art de styles musicaux, des paroles ironiques et des arrangements postmodernes incorporant des échantillons, des boîtes à rythmes, de l'instrumentation live et des effets sonores. Beck est prisé par la critique et le public tout au long de sa carrière comme étant l'un des musiciens les plus créatif et idiosyncratique du rock alternatif des années 1990-2000.

## Albums

### Albums studio
| Titre | Détails de l'album                                                                                      | Meilleures positions dans les chartes | Meilleures positions dans les chartes | Meilleures positions dans les chartes | Meilleures positions dans les chartes | Meilleures positions dans les chartes | Meilleures positions dans les chartes | Meilleures positions dans les chartes | Meilleures positions dans les chartes | Meilleures positions dans les chartes | Meilleures positions dans les chartes | Ventes          | Certifications                                                                 |
| Titre | Détails de l'album                                                                                      | USA                                   | AUS                                   | AUT                                   | CAN                                   | GER                                   | JPN                                   | NLD                                   | NOR                                   | NZ                                    | UK                                    | Ventes          | Certifications                                                                 |
| --- | --- | ------------------------------------- | ------------------------------------- | ------------------------------------- | ------------------------------------- | ------------------------------------- | ------------------------------------- | ------------------------------------- | ------------------------------------- | ------------------------------------- | ------------------------------------- | --------------- | ------------------------------------------------------------------------------ |
| Golden Feelings                                                                                           | - Sortie: Mars 1993 - Label: Sonic Enemy (SE002) - Formats: CD, cassette                                | —                                     | —                                     | —                                     | —                                     | —                                     | —                                     | —                                     | —                                     | —                                     | —                                     |                 |                                                                                |
| Stereopathetic Soulmanure                                                                                 | - Sortie: 22 février 1994 - Label: Flipside (FLIP60) - Formats: CD, LP                                  | —                                     | —                                     | —                                     | —                                     | —                                     | —                                     | —                                     | —                                     | —                                     | —                                     | - US: 146,000   |                                                                                |
| Mellow Gold                                                                                               | - Sortie : 1er mars 1994 - Label: DGC (24634) - Formats: CD, cassette, LP                               | 12                                    | 53                                    | 33                                    | 6                                     | 41                                    | 61                                    | 81                                    | 18                                    | 23                                    | 41                                    | - US: 1,200,000 | - RIAA: Platine - BPI: Or - MC: Or                                             |
| One Foot in the Grave                                                                                     | - Sortie: 27 juin 1994 - Label: K (KLP28) - Formats: CD, cassette, LP                                   | —                                     | —                                     | —                                     | —                                     | —                                     | 238                                   | —                                     | —                                     | —                                     | —                                     | - US: 226,000   |                                                                                |
| Odelay | - Sortie: 8 juin 1996 - Label: DGC (24823) - Formats: CD, cassette, LP                                  | 16                                    | 20                                    | 14                                    | 11                                    | 30                                    | 16                                    | 27                                    | 23                                    | 16                                    | 17                                    | - US: 2,300,000 | - RIAA: 2× Platine - ARIA: Or - BPI: Platine - MC: 2× Platine - RIANZ: Platine |
| Mutations                                                                                                 | - Sortie: 3 novembre 1998 - Label: DGC (25309) - Formats: CD, cassette, LP                              | 13                                    | 24                                    | —                                     | 5                                     | 49                                    | 15                                    | —                                     | 18                                    | 24                                    | 24                                    | - US: 586,000   | - RIAA: Or - MC: Platine - BPI: Or                                             |
| Midnite Vultures                                                                                          | - Sortie: 23 novembre 1999 - Label: DGC (0694904852) - Formats: CD, cassette, LP                        | 34                                    | 34                                    | 41                                    | 19                                    | 46                                    | 12                                    | 88                                    | 3                                     | 33                                    | 19                                    | - US: 743,000   | - RIAA: Or - BPI: Or - MC: Platine                                             |
| Sea Change                                                                                                | - Sortie: 24 septembre 2002 - Label: Geffen (0694933932) - Formats: CD, CD/DVD, SACD, LP                | 8                                     | 15                                    | 34                                    | 5                                     | 38                                    | 34                                    | 53                                    | 1                                     | 26                                    | 20                                    | - US: 680,000   | - RIAA: Or - MC: Or - BPI: Argent                                              |
| Guero | - Sortie: 29 mars 2005 - Label: Interscope (B0003481) - Formats: CD, CD/DVD, LP, téléchargement digital | 2                                     | 14                                    | 23                                    | 2                                     | 33                                    | 5                                     | 38                                    | 5                                     | 30                                    | 15                                    | - US: 868,000   | - RIAA: Or - BPI: Argent - MC: Or                                              |
| The Information                                                                                           | - Sortie: 3 octobre 2006 - Label: Interscope (B0007567) - Formats: CD, LP, téléchargement digital       | 7                                     | 31                                    | 56                                    | 6                                     | 78                                    | 17                                    | 58                                    | 20                                    | 37                                    | —                                     | - US: 564,000   | - RIAA: Or - MC: Or                                                            |
| Modern Guilt                                                                                              | - Sortie: 8 juillet 2008 - Label: Interscope (B0011507) - Formats: CD, LP, téléchargement digital       | 4                                     | 13                                    | 42                                    | 4                                     | 63                                    | 12                                    | 33                                    | 24                                    | 21                                    | 9                                     |                 |                                                                                |
| Morning Phase                                                                                             | - Sortie: 21 février 2014 - Label: Capitol (B001983802) - Formats: CD, LP, téléchargement digital       | 3                                     | 5                                     | 11                                    | 2                                     | 13                                    | 17                                    | 5                                     | 6                                     | 8                                     | 4                                     | - US: 470,000   | - RIAA: Or - MC: Or - BPI: Argent                                              |
| Colors | - Sortie: 13 octobre 2017 - Label: Capitol - Formats: CD, LP, téléchargement digital                    | 3                                     | 14                                    | 25                                    | 4                                     | 32                                    | 13                                    | 14                                    | 24                                    | 8                                     | 5                                     | - US: 41,000    |                                                                                |
| "—" dénote un enregistrement qui ne s'est pas classé dans les chartes ou qui n'est pas sorti dans ce pays | |                                       |                                       |                                       |                                       |                                       |                                       |                                       |                                       |                                       |                                       |                 |                                                                                |

### Albums de compilation
| Titre       | Détails de l'album                                                 | Meilleure position dans les chartes |
| Titre       | Détails de l'album                                                 | JPN                                 |
| ----------- | ------------------------------------------------------------------ | ----------------------------------- |
| Stray Blues | - Sortie : 1er juin 2000 - Label: Geffen (MVCZ10113) - Formats: CD | 35                                  |

### Albums de remixes
| Titre     | Détails de l'album                                                                            | Meilleure position dans les chartes | Meilleure position dans les chartes | Ventes       |
| Titre     | Détails de l'album                                                                            | US                                  | UK                                  | Ventes       |
| --------- | --------------------------------------------------------------------------------------------- | ----------------------------------- | ----------------------------------- | ------------ |
| Guerolito | - Sortie: 13 décembre 2005 - Label: Interscope (B0005650) - Formats: CD, LP, digital download | 191                                 | 131                                 | - US: 76,000 |

### EPs
| Titre                                | Détails                                                                         |
| ------------------------------------ | ------------------------------------------------------------------------------- |
| A Western Harvest Field by Moonlight | - Sortie: Janvier 1994 - Label: Fingerpaint (FP002EP) - Formats: 10"            |
| Beck                                 | - Sortie: 12 février 2001 - Label: DGC (0694908672) - Formats: CD               |
| Hell Yes                             | - Sortie : 1er février 2005 - Label: Interscope (INTR113482) - Formats: CD, 12" |

## Singles
| Titre | Année | Meilleur classement dans les chartes | Meilleur classement dans les chartes | Meilleur classement dans les chartes | Meilleur classement dans les chartes | Meilleur classement dans les chartes | Meilleur classement dans les chartes | Meilleur classement dans les chartes | Meilleur classement dans les chartes | Meilleur classement dans les chartes | Meilleur classement dans les chartes | Certifications                                  | Album                                             |
| Titre | Année | US                                   | US Alt.                              | AUS                                  | BEL                                  | CAN                                  | FRA                                  | NLD                                  | NZ                                   | SWE                                  | UK                                   | Certifications                                  | Album                                             |
| --- | ----- | ------------------------------------ | ------------------------------------ | ------------------------------------ | ------------------------------------ | ------------------------------------ | ------------------------------------ | ------------------------------------ | ------------------------------------ | ------------------------------------ | ------------------------------------ | ----------------------------------------------- | ------------------------------------------------- |
| MTV Makes Me Want to Smoke Crack                                                                          | 1993  | —                                    | —                                    | —                                    | —                                    | —                                    | —                                    | —                                    | —                                    | —                                    | —                                    |                                                 | Non-album singles                                 |
| Steve Threw Up                                                                                            | 1994  | —                                    | —                                    | —                                    | —                                    | —                                    | —                                    | —                                    | —                                    | —                                    | —                                    |                                                 | Non-album singles                                 |
| Loser | 1994  | 10                                   | 1                                    | 8                                    | 18                                   | 7                                    | 20                                   | 21                                   | 5                                    | 6                                    | 15                                   | - RIAA: Or - ARIA: Or - BPI: Argent - RIANZ: Or | Mellow Gold                                       |
| Pay No Mind (Snoozer)                                                                                     | 1994  | —                                    | —                                    | 139                                  | —                                    | —                                    | —                                    | —                                    | —                                    | —                                    | —                                    |                                                 | Mellow Gold                                       |
| Beercan                                                                                                   | 1994  | —                                    | 27                                   | 98                                   | —                                    | —                                    | —                                    | —                                    | —                                    | —                                    | —                                    |                                                 | Mellow Gold                                       |
| It's All in Your Mind                                                                                     | 1995  | —                                    | —                                    | —                                    | —                                    | —                                    | —                                    | —                                    | —                                    | —                                    | —                                    |                                                 | One Foot in the Grave                             |
| Where It's At                                                                                             | 1996  | 61                                   | 5                                    | 71                                   | —                                    | 47                                   | —                                    | —                                    | 34                                   | 49                                   | 35                                   |                                                 | Odelay                                            |
| Devils Haircut                                                                                            | 1996  | 94                                   | 23                                   | 84                                   | —                                    | 51                                   | —                                    | —                                    | —                                    | —                                    | 22                                   |                                                 | Odelay                                            |
| The New Pollution                                                                                         | 1997  | 78                                   | 9                                    | —                                    | —                                    | 39                                   | —                                    | 95                                   | —                                    | —                                    | 14                                   |                                                 | Odelay                                            |
| Sissyneck                                                                                                 | 1997  | —                                    | —                                    | —                                    | —                                    | —                                    | —                                    | —                                    | —                                    | —                                    | 30                                   |                                                 | Odelay                                            |
| Jack-Ass                                                                                                  | 1997  | 73                                   | 15                                   | —                                    | —                                    | —                                    | —                                    | —                                    | —                                    | —                                    | —                                    |                                                 | Odelay                                            |
| Deadweight                                                                                                | 1997  | —                                    | 16                                   | 73                                   | —                                    | —                                    | —                                    | —                                    | —                                    | 60                                   | 23                                   |                                                 | A Life Less Ordinary (bande sonore)               |
| Tropicalia                                                                                                | 1998  | —                                    | 21                                   | —                                    | —                                    | 66                                   | —                                    | —                                    | 49                                   | —                                    | 39                                   |                                                 | Mutations                                         |
| Cold Brains                                                                                               | 1999  | —                                    | —                                    | —                                    | —                                    | —                                    | —                                    | —                                    | —                                    | —                                    | —                                    |                                                 | Mutations                                         |
| Nobody's Fault but My Own                                                                                 | 1999  | —                                    | —                                    | —                                    | —                                    | —                                    | —                                    | —                                    | —                                    | —                                    | —                                    |                                                 | Mutations                                         |
| Sexx Laws                                                                                                 | 1999  | —                                    | 21                                   | 84                                   | —                                    | —                                    | —                                    | —                                    | —                                    | —                                    | 27                                   |                                                 | Midnite Vultures                                  |
| Mixed Bizness                                                                                             | 2000  | —                                    | 36                                   | —                                    | —                                    | —                                    | —                                    | —                                    | —                                    | —                                    | 34                                   |                                                 | Midnite Vultures                                  |
| Nicotine & Gravy                                                                                          | 2000  | —                                    | —                                    | —                                    | —                                    | —                                    | —                                    | —                                    | —                                    | —                                    | —                                    |                                                 | Midnite Vultures                                  |
| Lost Cause                                                                                                | 2002  | —                                    | 36                                   | —                                    | —                                    | —                                    | —                                    | —                                    | —                                    | —                                    | 41                                   |                                                 | Sea Change                                        |
| Guess I'm Doing Fine                                                                                      | 2002  | —                                    | —                                    | —                                    | —                                    | —                                    | —                                    | —                                    | —                                    | —                                    | —                                    |                                                 | Sea Change                                        |
| E-Pro | 2005  | 65                                   | 1                                    | —                                    | —                                    | —                                    | —                                    | —                                    | —                                    | —                                    | 38                                   |                                                 | Guero                                             |
| Girl | 2005  | 100                                  | 8                                    | —                                    | —                                    | —                                    | —                                    | —                                    | —                                    | —                                    | 45                                   |                                                 | Guero                                             |
| Hell Yes                                                                                                  | 2005  | —                                    | —                                    | —                                    | —                                    | —                                    | —                                    | —                                    | —                                    | —                                    | —                                    |                                                 | Guero                                             |
| Nausea | 2006  | —                                    | 13                                   | —                                    | —                                    | —                                    | —                                    | —                                    | —                                    | —                                    | —                                    |                                                 | The Information                                   |
| Cellphone's Dead                                                                                          | 2006  | —                                    | —                                    | —                                    | —                                    | —                                    | —                                    | —                                    | —                                    | —                                    | —                                    |                                                 | The Information                                   |
| Think I'm in Love                                                                                         | 2006  | —                                    | 22                                   | —                                    | —                                    | —                                    | —                                    | —                                    | —                                    | —                                    | —                                    |                                                 | The Information                                   |
| Timebomb                                                                                                  | 2007  | —                                    | 29                                   | —                                    | —                                    | 40                                   | —                                    | —                                    | —                                    | —                                    | 154                                  |                                                 | Non-album single                                  |
| Chemtrails                                                                                                | 2008  | —                                    | —                                    | —                                    | —                                    | —                                    | —                                    | —                                    | —                                    | —                                    | —                                    |                                                 | Modern Guilt                                      |
| Gamma Ray                                                                                                 | 2008  | —                                    | 19                                   | —                                    | —                                    | —                                    | —                                    | —                                    | —                                    | —                                    | —                                    |                                                 | Modern Guilt                                      |
| Youthless                                                                                                 | 2008  | —                                    | —                                    | —                                    | —                                    | —                                    | —                                    | —                                    | —                                    | —                                    | —                                    |                                                 | Modern Guilt                                      |
| Let's Get Lost (avec Bat for Lashes)                                                                      | 2011  | —                                    | —                                    | —                                    | —                                    | —                                    | —                                    | —                                    | —                                    | —                                    | —                                    |                                                 | Twilight, chapitre III: Hésitation (bande sonore) |
| Looking for a Sign                                                                                        | 2012  | —                                    | —                                    | —                                    | —                                    | —                                    | —                                    | —                                    | —                                    | —                                    | —                                    |                                                 | Jeff, Who Lives at Home (bande sonore)            |
| I Just Started Hating Some People Today                                                                   | 2012  | —                                    | —                                    | —                                    | —                                    | —                                    | —                                    | —                                    | —                                    | —                                    | —                                    |                                                 | Non-album singles                                 |
| Defriended                                                                                                | 2013  | —                                    | —                                    | —                                    | —                                    | —                                    | —                                    | —                                    | —                                    | —                                    | —                                    |                                                 | Non-album singles                                 |
| I Won't Be Long                                                                                           | 2013  | —                                    | —                                    | —                                    | —                                    | —                                    | —                                    | —                                    | —                                    | —                                    | —                                    |                                                 | Non-album singles                                 |
| Gimme | 2013  | —                                    | —                                    | —                                    | —                                    | —                                    | —                                    | —                                    | —                                    | —                                    | —                                    |                                                 | Non-album singles                                 |
| Blue Moon                                                                                                 | 2014  | —                                    | 31                                   | —                                    | —                                    | —                                    | —                                    | —                                    | —                                    | —                                    | —                                    |                                                 | Morning Phase                                     |
| Waking Light                                                                                              | 2014  | —                                    | —                                    | —                                    | —                                    | —                                    | —                                    | —                                    | —                                    | —                                    | —                                    |                                                 | Morning Phase                                     |
| Say Goodbye                                                                                               | 2014  | —                                    | —                                    | —                                    | —                                    | —                                    | —                                    | —                                    | —                                    | —                                    | —                                    |                                                 | Morning Phase                                     |
| Heart Is a Drum                                                                                           | 2014  | —                                    | —                                    | —                                    | —                                    | —                                    | —                                    | —                                    | —                                    | —                                    | —                                    |                                                 | Morning Phase                                     |
| Dreams | 2015  | —                                    | 2                                    | —                                    | —                                    | 81                                   | 154                                  | —                                    | —                                    | —                                    | —                                    |                                                 | Colors                                            |
| Wow | 2016  | —                                    | 10                                   | —                                    | —                                    | —                                    | —                                    | —                                    | —                                    | —                                    | —                                    |                                                 | Colors                                            |
| Dear Life                                                                                                 | 2017  | —                                    | —                                    | —                                    | —                                    | —                                    | —                                    | —                                    | —                                    | —                                    | —                                    |                                                 | Colors                                            |
| Up All Night                                                                                              | 2017  | —                                    | 1                                    | —                                    | —                                    | —                                    | 117                                  | —                                    | —                                    | —                                    | —                                    |                                                 | Colors                                            |
| Colors | 2018  | —                                    | 9                                    | —                                    | —                                    | —                                    | —                                    | —                                    | —                                    | —                                    | —                                    |                                                 | Colors                                            |
| "—" dénote un enregistrement qui ne s'est pas classé dans les chartes ou qui n'est pas sorti dans ce pays |       |                                      |                                      |                                      |                                      |                                      |                                      |                                      |                                      |                                      |                                      |                                                 |                                                   |

## Autres chansons ayant percé dans les chartes
| Orphans                                                                                                   | 2008 | 4 | — | —  | — | — | —  | Modern Guilt              |
| Bonfire Blondes                                                                                           | 2008 | — | — | —  | — | — | —  | "Gamma Ray" single        |
| Leopard-Skin Pill-Box Hat                                                                                 | 2011 | — | — | —  | — | — | 30 | War Child Presents Heroes |
| Wave | 2014 | — | — | 28 | — | — | —  | Morning Phase             |
| Country Down                                                                                              | 2014 | — | — | —  | — | — | —  | Morning Phase             |
| Morning                                                                                                   | 2015 | — | — | 16 | — | — | —  | Morning Phase             |
| Cycle | 2015 | — | — | 34 | — | — | —  | Morning Phase             |
| "—" dénote un enregistrement qui ne s'est pas classé dans les chartes ou qui n'est pas sorti dans ce pays |      |   |   |    |   |   |    |                           |

## Collaborations
Les enregistrements suivants contiennent des contributions de Beck en tant que producteur, auteur-compositeur et/ou performeur.
| Année | Artiste | Album                                                   | Informations additionnelles |
| ----- | --- | ------------------------------------------------------- | --- |
| 1992  | Black Fag | Parerga Y Paralipomena                                  | Producteur de l'EP |
| 1994  | The Jon Spencer Blues Explosion | Orange                                                  | Coauteur-compositeur et voix sur la chanson Flavor |
| 1994  | The Geraldine Fibbers | Get Thee Gone                                           | Auteur-compositeur, guitare et voix sur la chanson Blue Cross |
| 1995  | Caspar and Mollüsk | Caspar and Mollüsk                                      | Voix et bruits sur la chanson Twig |
| 1995  | Black Fag | 11 Harrow House                                         | Producteur de l'album |
| 1997  | Forest for the Trees | Forest for the Trees                                    | Voix d'arrière plan sur la chanson Infinite Cow, harmonica sur la chanson Fall |
| 1998  | Kahimi Karie | Kahimi Karie                                            | Harmonica sur la chanson Lolitapop Dollhouse |
| 1998  | Artistes variés | Bande sonore de Les Razmoket, le film                   | Voix sur la chanson This World Is Something New to Me, qui inclut The B-52's, B-Real, Gordon Gano, Iggy Pop, Lisa Loeb, Patti Smith et plusieurs autres artistes variés |
| 1998  | Amnesia | Lingus                                                  | Harmonica sur la chanson Drop Down |
| 1999  | Forest for the Trees | The Sound of Wet Paint                                  | Coauteur et voix sur la chanson Jet Engine |
|       | Beck et Emmylou Harris | Return of the Grievous Angel: A Tribute to Gram Parsons | Duo avec Emmylou Harris sur la chanson Sin City |
| 2001  | Air | 10 000 Hz Legend                                        | Coauteur-compositeur et voix sur la chanson The Vagabond et Don't Be Light, harmonica sur The Vagabond |
| 2002  | Marianne Faithfull | Kissin Time                                             | Producteur et auteur-compositeur sur la chanson Sex With Strangers, Like Being Born et Nobody's Fault; guitare, synthétiseur, percussions et voix d'arrière plan sur certains autres titres |
| 2002  | Pearl Jam | Don't Believe in Christmas single                       | Voix et guitare sur la chanson Sleepless Nights |
| 2003  | Macy Gray | The Trouble With Being Myself                           | Guitare et voix d'arrière plan sur la chanson It Ain't the Money |
| 2003  | Pink (avec William Orbit) | Bande sonore de Charlie's Angels: Full Throttle         | Coauteur-compositeur sur la chanson Feel Good Time; apparaît plus tard sur des versions non-américaines de la chanson Try This |
| 2004  | Sia | Colour the Small One                                    | Coauteur-compositeur sur la chanson The Bully |
| 2005  | Artistes variés | Do They Know It's Hallowe'en? single                    | Voix sur toutes les versions de Do They Know It's Hallowe'en? qui inclut des membres d'Arcade Fire, Rilo Kiley, Wolf Parade et une variété d'autres artistes et célébrités |
| 2007  | The White Stripes | "Conquest" maxi-single                                  | Coproducteur et coauteur sur la chanson It's My Fault for Being Famous, Cash Grab Complications on the Matter et Honey, We Can't Afford to Look This Cheap |
| 2008  | Sia | Some People Have Real Problems                          | Voix d'arrière plan sur les chansons Academia et Death by Chocolateacking vocals on "Academia" and "Death by Chocolate" |
| 2009  | Charlotte Gainsbourg | IRM                                                     | Producteur et auteur-compositeur de l'album; guitare, basse, programmation de batterie, synthétiseur, percussions, piano, marimba, basse à clavier et voix sur certaines chansons |
| 2010  | Jamie Lidell | Compass                                                 | Coauteur sur la chanson Coma Chameleon; guitare, synthétiseur et voix d'arrière plan sur certaines chansons |
| 2010  | The Jon Spencer Blues Explosion | Now I Got Worry édition deluxe                          | Synthétiseur sur la chanson Roosevelt Hotel Blues |
| 2010  | Tobacco | Maniac Meat                                             | Voix sur les chansons Fresh Hex et Grape Aerosmith |
| 2011  | The Lonely Island | Turtleneck & Chain                                      | Coauteur sur la chanson Attracted to Us |
| 2011  | Thurston Moore | Demolished Thoughts                                     | Producteur de l'album, synthétiseur, basse et voix d'arrière plan sur certaines chansonss |
| 2011  | Stephen Malkmus and the Jicks | Mirror Traffic                                          | Producteur de l'album |
| 2012  | Philip Glass, Artistes variés | Rework: Philip Glass Remixed                            | Beck est à la fois le conservateur et un chanteur sur l'album, fournissant du matériel remixé original et travaillant avec Philipp Glass et le producteur Hector Castillo pour trouver des musiciens, incluant — Amon Tobin, Tyondai Braxton, Nosaj Thing, and Memory Tapes — dont le travail a été influencé par Glass. |
| 2012  | Childish Gambino | R O Y A L T Y                                           | Voix, coproducteur et coauteur sur la chanson Silk Pillow |
| 2014  | Artistes variés, incluant Moses Sumney, Fun., Tweedy, Norah Jones, Lord Huron, Bob Forrest, Jack White, Juanes, Laura Marling, Jarvis Cocker, David Johansen, Jason Isbell, Marc Ribot, Eleanor Friedberger, Sparks, Swamp Dogg, Jack Black, Loudon Wainwright III, et Gabriel Kahane | Song Reader                                             | Beck écrit les chansons de l'album et les publie à l'origine sous la forme d'un livre de partitions. Il produit l'album avec Randall Poster et chante le titre Heaven's Ladder. |
| 2015  | Nate Ruess | Grand Romantic                                          | Voix sur la chanson What This World Is Coming To |
| 2015  | The Chemical Brothers | Born in the Echoes                                      | Voix et coproducteur de la chanson Wide Open |
| 2016  | M83 | Junk                                                    | Voix sur la chanson Time Wind |
| 2016  | Flume | Skin                                                    | Voix sur la chanson Tiny Cities |
| 2016  | Lady Gaga | Joanne                                                  | Coauteur-compositeur de la chanson Dancin' in Circles |

## Musiques de film
- Population: 1 (1986), joue de l'accordéon avec un groupe sur scène
- Kill the Moonlight (1994), chanson Leave Me on the Moon, Last Night I Traded My Souls Innermost for Some Pickled Fish et Underwater Music
- subUrbia (1996), chanson Feather in Your Cap
- A Life Less Ordinary (1997), chanson Deadweight
- Bury Me in Kern County (1998), chanson Megaboob
- The Rugrats Movie (1998), sur This World Is Something New to Me avec d'autres artistes
- A Room for Romeo Brass (1999), chanson O Maria et Dead Melodies
- Condo Painting (2000), chanson Computer Girls
- Heartbreakers (2001), chanson Tropicalia
- Moulin Rouge (2001), chanson Diamond Dogs
- Southlander (2001), apparaît dans un rôle parlant et joue les chansons Puttin It Down et Broken Train
- City of Ghosts (2002), chanson Blackhole
- Adaptation. (2002), chanson Dead Melodies
- Holes (2003), chanson He's a Mighty Good Leader
- Along Came Polly (2004), chanson Lost Cause
- Eternal Sunshine of the Spotless Mind (2004), chanson Everybody's Got to Learn Sometime
- Just Like Heaven (2005), chanson Strange Invitation
- Inland Empire (2006), chanson Black Tambourine
- Nacho Libre (2006), chanson My Heart Is with the Children, There Is No Place for Me in This World, Tender Beasts of the Spangled Night, 10,000 Pesos, Holy Man et Return of the Luchador
- Knocked Up (2007), chanson Girl.
- The Twilight Saga : Eclipse (2010), chanson Let's get lost en duo avec Bat For Lashes.
- True Blood, Volume 2 (2009?), chanson Bad Blood
- Scott Pilgrim (Scott Pilgrim vs. the World, 2010), chanson We are SEX BOB-OMB, Garbage Truck, Threshold, Ramona et Summertime
- Repo Men (2010), chanson Nausea